# Rakitovica
Rakitovica je naselje u Hrvatskoj, regiji Slavoniji u Osječko-baranjskoj županiji i nalazi se u sastavu grada Donjeg Miholjca.

## Zemljopisni položaj
Rakitovica se nalazi na 95 metara nadmorske visine u nizini istočnohrvatske ravnice, a južno od sela protječe rijeka Karašica. Selo se nalazi na državnoj cesti D53 Našice – Donji Miholjac. Susjedna naselja: sjeverno grad Donji Miholjac, južno Miholjački Poreč i Radikovci, jugoistočno Golinci, te sjeveroistočno Sveti Đurađ i Podgajci Podravski. Pripadajući poštanski broj je 31543 Miholjački Poreč, telefonski pozivni 031 i registarska pločica vozila NA (Našice). Površina katastarske jedinice naselja Rakitovica je 13,55 km2.

## Stanovništvo
| broj stanovnika | 622   | 652   | 649   | 714   | 825   | 959   | 912   | 976   | 1100  | 1121  | 1148  | 1033  | 986   | 945   | 925   | 868   | 718   |
|                 | 1857. | 1869. | 1880. | 1890. | 1900. | 1910. | 1921. | 1931. | 1948. | 1953. | 1961. | 1971. | 1981. | 1991. | 2001. | 2011. | 2021. |

## Crkva
U selu se nalazi rimokatolička crkva Sv. Jakova apostola koja pripada katoličkoj župi Sv. Mihaela Arkanđela u Donjem Miholjcu i donjomiholjačkom dekanatu Đakovačko-osječke nadbiskupije. Crkveni god ili kirvaj slavi se 25. srpnja.

## Obrazovanje i školstvo
U selu se nalazi škola do četvrtog razreda koja radi u sklopu Osnovne škole August Harambašić u Donjem Miholjcu.

## Kultura
Kulturno umjetničko društvo "Josip Čoklić" Rakitovica.
"Zlatna berba" foklorna manifestacija koja se održava krajem mjeseca rujna. Manifestacija počinje mimohodom svih sudionika u narodnim nošnjama, izložbom tradicionalnih jela, kolača i ručnih radova, te natjecanjima u ručnom runjenju kukuruza i pripremi guščjeg paprikaša i drugih tradicionalnih jela. 

## Šport
NK Sokol Rakitovica natječe se u sklopu 2. ŽNL NS Valpovo – NS D. Miholjac. Klub je osnovan 1953.

## Ostalo
U selu djeluje Dobrovoljno vatrogasno društvo Rakitovica i Udruga mladih "Petel" Rakitovica.

## Vanjska poveznica
- http://www.donjimiholjac.hr/
- http://www.os-aharambasica-donjimiholjac.skole.hr/  Arhivirana inačica izvorne stranice od 28. listopada 2019. (Wayback Machine)